# John Snell (cónego)
John Snell foi um cónego de Windsor de 1425 a 1431 e arquidiácono de Londres de 1422 a 1431.

## Carreira
Ele foi nomeado:
- Reitor de São João Batista em Walbrook 1416-1422
- King's Almoner 1421
- Prebendário de Wildland na Catedral de São Paulo 1426 - 1431

Ele foi nomeado para a quinta bancada na Capela de São Jorge, Castelo de Windsor, em 1426, posição que ocupou até 1431.